# Trophée des Champions de Haití
La Supercopa de Haití (oficialmente llamada Trophée des Champions) es una competición de fútbol que disputan los equipos campeones del Torneo Apertura y Torneo Clausura (en francés: Série d'Ouverture y Série de Clôture) de la Liga de fútbol de Haití, primera división del fútbol en Haití.

## Palmarés
| Temp.   | Campeón           | Marcador       | Subcampeón               |
| ------- | ----------------- | -------------- | ------------------------ |
| 2006    | Don Bosco FC      | 0-0 (pen. 2-1) | Aigle Noir AC            |
| 2007    | Baltimore SC (A)  | 1-0            | AS Cavaly (C)            |
| 2008    | Tempête FC (A)    | 3-1            | Racing FC (C)            |
| 2009    | Tempête FC (A)    | 3-1            | Racing Club Haïtien (C)  |
| 2010/11 | Tempête FC (A)    | 2-0            | Victory SC (C)           |
| 2011    | Baltimore SC (A)  | 0-0 (pen. 9-8) | Tempête FC (C)           |
| 2012    | No disputado      | No disputado   | No disputado             |
| 2013    | Baltimore SC (SH) | 2-1            | AS Mirebalais (L)        |
| 2014    | Don Bosco FC (C)  | 0-0 (pen. 4-1) | América des Cayes FC (A) |
| 2015    | FICA (C)          | 1-1 (pen. 4-3) | Don Bosco FC (A)         |
| 2016    | Racing FC (A)     | 1-0            | FICA (C)                 |
| 2017    | AS Capoise (C)    | 2-1            | Real Hope FA (A)         |
| 2018    | AS Capoise (A)    | 1-0            | Don Bosco FC (C)         |

Leyenda: (A)= Accede como campeón del torneo Apertura; (C)= Accede como campeón del torneo Clausura; (L)= Accede como campeón de liga; (SH)= Accede como campeón de la Super Huit.

## Títulos por equipo
| Club                 | Títulos | Subtítulos | Años campeón        | Años subcampeón |
| -------------------- | ------- | ---------- | ------------------- | --------------- |
| Tempête FC           | 3       | 1          | 2008, 2009, 2010-11 | 2011            |
| Baltimore SC         | 3       | 0          | 2007, 2011, 2013    | ----            |
| Don Bosco FC         | 2       | 2          | 2006, 2014          | 2015, 2018      |
| AS Capoise           | 2       | 0          | 2017, 2018          | ----            |
| FICA                 | 1       | 1          | 2015                | 2016            |
| Racing FC            | 1       | 1          | 2016                | 2008            |
| Aigle Noir AC        | 0       | 1          | ----                | 2006            |
| América des Cayes FC | 0       | 1          | ----                | 2014            |
| AS Cavaly            | 0       | 1          | ----                | 2007            |
| AS Mirebalais        | 0       | 1          | ----                | 2013            |
| Racing Club Haïtien  | 0       | 1          | ----                | 2009            |
| Real Hope FA         | 0       | 1          | ----                | 2017            |
| Victory SC           | 0       | 1          | ----                | 2010-11         |